# Thomas Hiltpold
Thomas Hiltpold (* 2. Februar 1960; heimatberechtigt in Schinznach) ist ein Schweizer Politiker (Grüne).

## Leben
Thomas Hiltpold wurde 1991 in einer Volkswahl an das damalige Richteramt Thun (aktuell Regionalgericht Oberland) gewählt, wo er als Untersuchungs- und Straf- und Zivilrichter tätig war. 1997 übernahm er die Geschäftsleitung und war bis zu seinem Rücktritt 2022 an zwei Justizreformen beteiligt. Hiltpold ist Vater von drei Kindern und lebt in Thun.

## Politik
Hiltpold ist seit 2001 Mitglied des Stadtrates (Legislative) von Thun, dem er 2015 als Stadtratspräsident vorstand. Er gehört seit 2007 der Budget- und Rechnungskommission und seit 2019 der Sachkommission Präsidiales und Stadtentwicklung an.
Bei den Wahlen 2022 wurde Hiltpold in den Grossen Rat des Kantons Bern gewählt, wo er seit 2022 Mitglied der Justizkommission ist.
Hiltpold ist Stiftungsratspräsident der Krebsstiftung Thun-Berner Oberland und Präsident des Schule-Umweltfonds der Stadt Thun.